# 戴綸
戴 綸（たい りん、生年不詳 - 1426年）は、明代の官僚。本貫は膠州高密県。

## 生涯
1412年（永楽10年）、昌邑県訓導から礼科給事中に抜擢された。翰林院編修の林長懋とともに皇太孫朱瞻基に近侍して書を講説した。永楽帝は朱瞻基に命じて武事を習わせた。朱瞻基もまた武事をもともと好んでいたことから、ときおり騎射に出かけた。戴綸と林長懋は朱瞻基の年齢が成長期にあたり、学問をおろそかにして遊猟にかまけるのは宜しくないと、折に触れて諫言した。戴綸は永楽帝にもこのことを上奏した。他日、朱瞻基が永楽帝のそばにあったとき、永楽帝は「宮臣で気の合う者は誰か」と訊ねた。朱瞻基は戴綸の名を答えた。永楽帝が戴綸の上奏文を出して朱瞻基に見せたため、朱瞻基は戴綸を恨むようになった。1424年（永楽22年）4月、左春坊左中允となった。9月、右諭徳となった。10月、朱瞻基が皇太子となると、戴綸は司経局洗馬に転じ、そのまま朱瞻基に近侍して講読をつとめた。1425年（洪熙元年）6月、行在兵部右侍郎となった。宣徳帝（朱瞻基）の遊猟を諫めて、その意に逆らった。7月、戴綸は交趾に赴くよう命じられ、参賛軍務をつとめることとなった。1426年（宣徳元年）、逮捕されて北京に連行され、錦衣衛の獄に下された。宣徳帝の取り調べに対して、戴綸は抗弁して帝の怒りに触れ、立ったまま鞭打たれて死に、家の財産を没収された。